# Salvia verbascifolia
Salvia verbascifolia là một loài thực vật có hoa trong họ Hoa môi. Loài này được M.Bieb. miêu tả khoa học đầu tiên năm 1819.